# سبخة القسطيل
سبخة القَسْطِيل (بالفرنسية: Sabkhet El Qastil)‏ هي سبخة ساحلية تقع بجنوب شرقي جزيرة جربة التونسية، شمال رأس برج القسطيل وجنوب غرب قرية سدويكش.

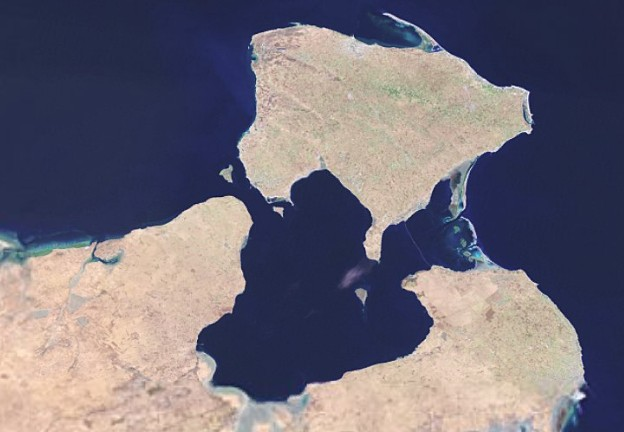
سبخة القسطيل مشهورة ببرج القسطيل وهو عبارة عن حصن اثري يقع في منطقة رأس القسطيل في جزيرة جربة التونسية ، يعود تاريخ بناء الحصن الى فترة سيطرة مملكة صقلية على الجزيرة في القرن الثالث عشر ميلادي

| سبخة القسطيل |